# 붉은몽구스
붉은몽구스(Herpestes smithii)는 몽구스과에 속하는 몽구스의 일종이다. 인도 반도와 스리랑카의 구릉 지대 숲에서 발견된다. 검은줄몽구스와 함께 인도와 스리랑카에 토착하는 유일한 몽구스 종이다. 인도회색몽구스와 가장 가까운 종이지만 크기가 약간 더 크고, 검은 꼬리 끝이 5~8cm 더 연장되어 있다. 2종의 아종이 알려져 있으며, 승명아종 스미티(H. smithii smithii)는 인도, 제일라니쿠스(H. smithii zeylanicus) (Thomas, 1852)는 스리랑카에서 발견된다.

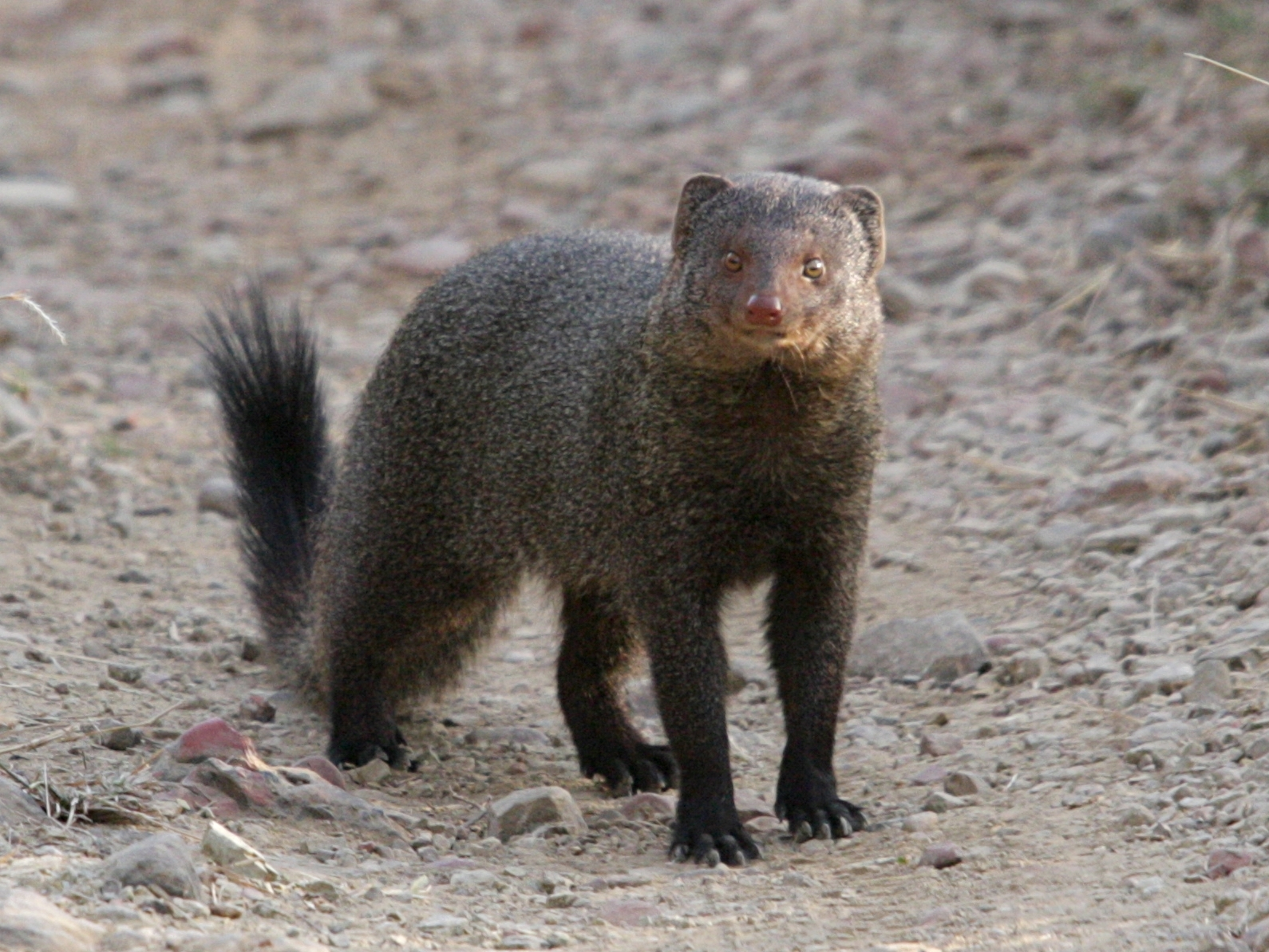
인도 판나 타이거 보전 구역의 붉은몽구스

붉은몽구스는 인도회색몽구스나 작은인도몽구스 등과 달리 주로 숲에서 사는 동물로 눈에 잘 띄지 않는 외딴 곳을 더 좋아한다. 외딴 무논과 상대적으로 앞이 트인 평야에서도 발견된 적이 있다. 다른 몽구스처럼, 밤과 낮에 모두 사냥을 한다.

## 아종
3종의 아종이 알려져 있다.
- Herpestes smithii smithii
- Herpestes smithii thysanurus
- Herpestes smithii zeylanius